# بوکی
بوکی (به انگلیسی: Buckie) یک شهرک در اسکاتلند است که در Moray واقع شده‌است. بوکی ۸٬۰۵۹ نفر جمعیت دارد.